# 段志强
段志强（1962年7月—），男，蒙古族，内蒙古扎赉特旗人，中华人民共和国政治人物。海拉尔蒙古族师范学校数学专业、中共中央党校法学理论专业毕业，在职研究生学历。

## 生平
1984年8月参加工作，1987年7月加入中国共产党。2000年8月，任中共新巴尔虎右旗旗委副书记、旗长。2002年3月，任中共新巴尔虎右旗旗委书记。2006年10月，任中共呼伦贝尔市委常委、新巴尔虎右旗旗委书记。2007年1月，任中共呼伦贝尔市委常委、海拉尔区委书记。2010年7月，任中共巴彦淖尔市委副书记。2011年11月，任中共巴彦淖尔市委副书记、代市长、市长。
2013年，当选第十二届全国人民代表大会内蒙古地区代表。2016年10月，任中共巴彦淖尔市委书记。2017年5月，任中共赤峰市委书记。2018年1月，当选内蒙古自治区人民政府副主席。2019年12月，任中共内蒙古自治区党委常委、统战部部长，同时辞去自治区政府副主席。
2021年12月，任内蒙古自治区人大常委会党组成员。2022年1月，当选为内蒙古自治区人大常委会副主任，2023年1月，换届继续当选。